# Ernst Stuhlinger
Ernst Stuhlinger (Creglingen, 19 dicembre 1913 – Huntsville, 25 maggio 2008) è stato un ingegnere e ricercatore tedesco naturalizzato statunitense, specializzato in missilistica.
Giunto negli Stati Uniti nelle fasi immediatamente successive alla fine della seconda guerra mondiale grazie all'operazione paperclip, entrò a far parte della squadra di Wernher von Braun, dove si occupò dello sviluppo di sistemi di guida nei programmi missilistici dell'esercito a Fort Bliss in Texas e successivamente entrò a far parte della NASA.
Famosa e spesso citata è la lettera che scrisse nel 1970, poco dopo il primo sbarco lunare, in risposta a Suor Mary Jucunda missionaria dello Zambia, Africa, che chiedeva come si potessero spendere miliardi di dollari per la ricerca spaziale quando tanti bambini sulla Terra morivano di fame.